# Фадеев, Василий Павлович
Василий Павлович Фадеев — советский хозяйственный и политический деятель.

## Биография
Родился в 1920 году в селе Куюки. Член КПСС.
Окончил Казанский педагогический институт.
В 1938—1939 гг. — учитель Куюкской средней школы.
Участник Великой Отечественной войны в составе 3-го мотострелкового полка 27-й мотострелковой бригады.
В 1946—1948 гг. — секретарь, в 1948—1950 гг. — первый секретарь Ленинского райкома ВЛКСМ города Казани.
В 1950—1952 гг. — секретарь, в 1952—1954 гг. — первый секретарь Казанского горкома ВЛКСМ.
В 1954—1957 гг. — секретарь Ленинского райкома КПСС города Казани.
В 1957—1962 гг. — председатель исполкома Ленинского райсовета депутатов трудящихся города Казани.
В 1962—1966 гг. — начальник Управления бытового обслуживания населения при Совете Минитсров Татарской АССР.
В 1966—1984 гг. — министр бытового обслуживания населения Татарской АССР.
Умер в 2003 году в Казани.

## Награды
- Орден Ленина
- Орден Отечественной войны II степени (06.04.1985)
- Орден Трудового Красного Знамени (трижды)
- Орден Знак Почёта